# Cercoux
Cercoux é uma comuna francesa na região administrativa da Nova Aquitânia, no departamento de Charente-Maritime. Estende-se por uma área de 41,88 km². Em 2010 a comuna tinha 1 222 habitantes (densidade: 29,2 hab./km²).